# Галлиполийская история
«Галлиполийская история» (англ. Deadline Gallipoli) — австралийский мини-сериал режиссёра Майкла Раймера. В главных ролях — Сэм Уортингтон, Джоэл Джексон и Хью Дэнси. Премьера первой серии состоялась 19 апреля 2015 года в Австралии.

## Сюжет
В основе сюжета трое журналистов — Чарльз Бин (Джоэл Джексон), Эллис Ашмед Бартлетт (Хью Дэнси) и Филип Шулер (Сэм Уортингтон), которые будут освещать вторжение британских и союзных войск в Галлиполи в 1915 году.

## В ролях
- Сэм Уортингтон — Филип Шулер
- Джоэл Джексон — Чарльз Бин
- Хью Дэнси — Эллис Ашмед Бартлетт
- Анна Торв — Гвендолин
- Рэйчел Гриффитс — Леди Гамильтон
- Чарльз Дэнс — Гамильтон, Ян Стэндиш Монтит
- Брайан Браун — Уильям Бриджес
- Люк Форд — Чарли
- Ивен Лесли — Кит Мёрдок
- Джеймс Фрайзер — Базли
- Чарльз Майер — Джек Черчилль
- Аарон Гленнэйн — Стэн Фиппс